# Eisenbornbach
Der Eisenbornbach ist ein 3,8 Kilometer langer rechter Zufluss der Elbe mit der Hauptfließrichtung Südwest. Er entspringt im Südwesten der Dresdner Heide, durchquert diese bis zum Albertpark in der östlichen Dresdner Neustadt und mündet im Westen des Stadtteils Loschwitz in die Elbe. Der Bach ist ein offenes naturnahes Gewässer, einzig die letzten 150 Meter vom Wasserwerk Saloppe bis zur Mündung sind verrohrt. Am 5,1 km² großen Einzugsgebiet haben Wälder einen 91-prozentigen Flächenanteil.

## Verlauf

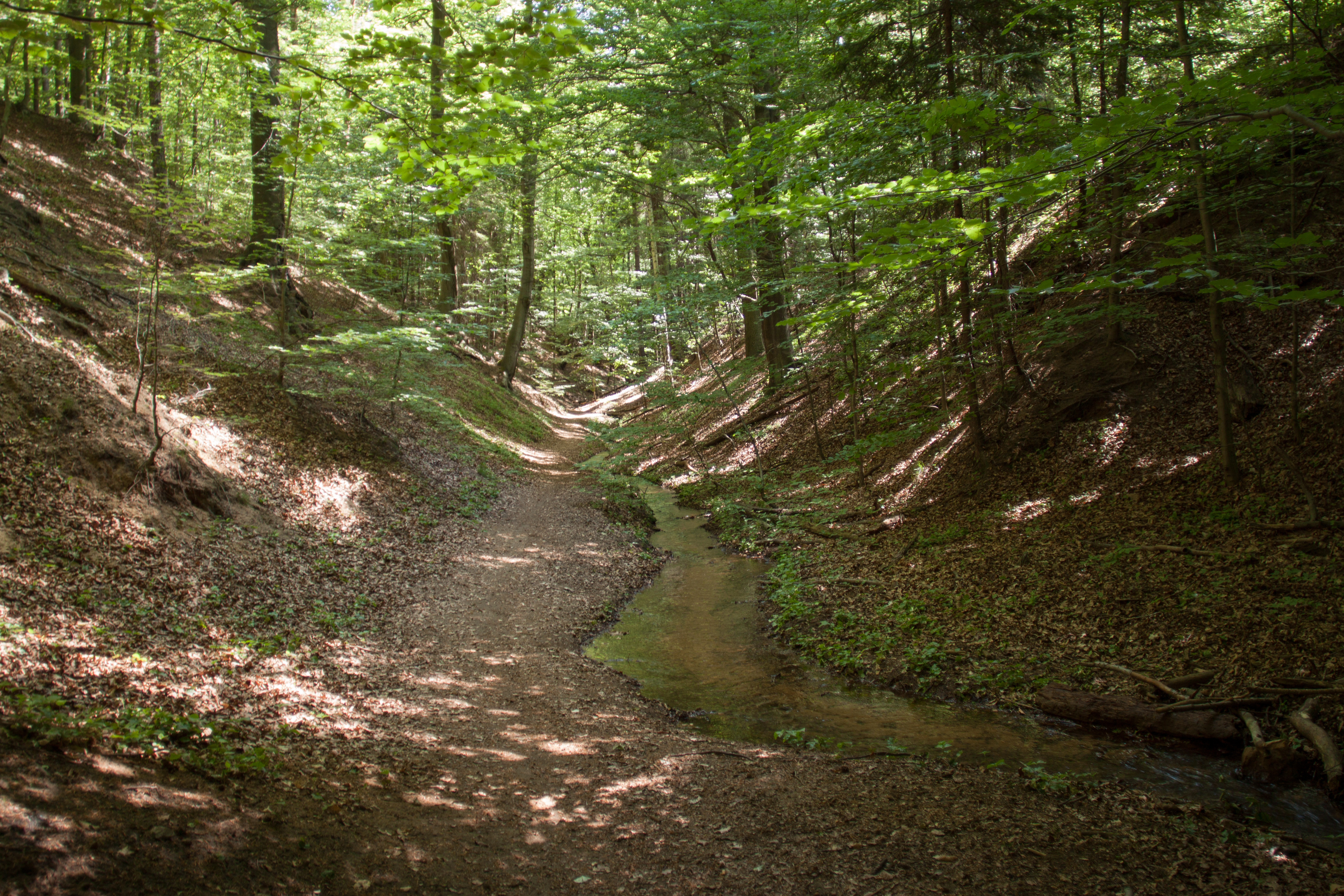
Oberlauf des Eisenbornbachs zwischen dem Zufluss des Spiegelbachs und den Oberen Fischmannsteichen

Die Quellen liegen in einem zerlappten Sumpfgebiet der Dresdner Heide zwischen dem der Elbe zugewandten Steilrand und der erst in der Lausitzer Richtung eingeschnittenen, dann in die zwischen dem Meißner und Lausitzer Granitmassiv vorhandene Verwerfungskluft einlenkenden Prießnitz. Das granitische Grundgebirge weist vielfach Senkungen und flache muldenförmige Vertiefungen auf, vereinzelt haben sich Rücken und Buckel herausgebildet, wodurch es seinen zerlappten Charakter gewinnt. Das nach der letzten Eiszeit entstandene und einstmals fast abflusslose Sumpfland bildete eine Anzahl kleiner Rinnsale aus, die die granitische Randschwelle durchsägten. Zu ihnen gehören der Eisenbornbach und sein wichtigster Zufluss, der Gutebornbach, daneben der Mordgrundbach und der Loschwitzbach. Neben der Bildung von Moorgebieten kam es zur Verwitterung des Gesteins, dessen Zersetzungsrückstände wasserundurchlässige Tone aber auch Minerallösungen sind, die durch den natürlichen Abfluss fortgeführt werden. Das aus den quellnahen Boden- und Gesteinsschichten ausgewaschene Eisenhydrogencarbonat führt durch Sauerstoffkontakt und Mikroorganismen zur Verockerung des Oberflächenwassers. Der Name Eisenbornbach beschreibt somit einen Bach, der „seinen Ursprung an einem Orte hat, wo eisenhaltiges Wasser dem Boden entquillt“.

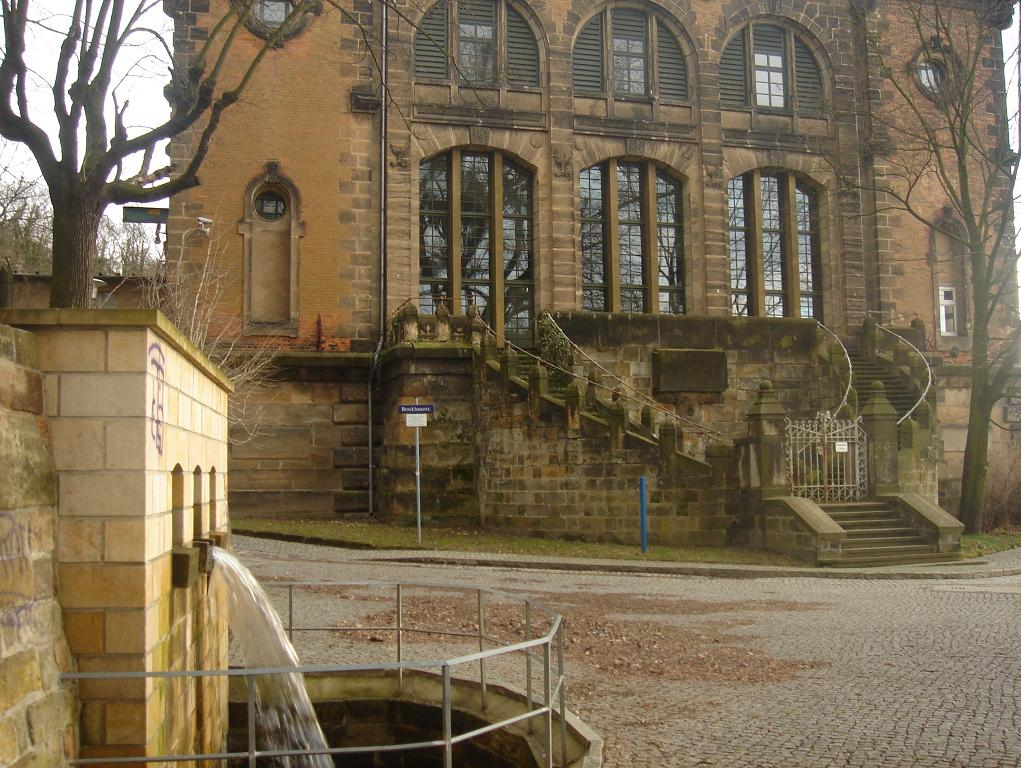
Westgiebel des Wasserwerks Saloppe, im Vordergrund der Auslass des Eisenbornbachs aus dem Brockhausgarten und sein Eintritt in die bis zur Elbe reichende unterirdische Verrohrung

Von den sechs Quellen des Eisenbornbachs fließen drei direkt in diesen ab: Eisenbornbach-Quellmoor, Eisenbornbach-Seitenquelle und die nur periodisch wasserführende Eisenbornbach-Quelle. Die anderen drei Quellen sind das periodisch wasserführende Spiegelgraben-Quellmoor, nordöstlich der Kreuzung Doppel-E/Anker, sowie das Gutebornbach-Quellmoor etwa 1500 Meter nordöstlich der Mordgrundbrücke und die Gutebornbach-Seitenquelle. Etwa einen Kilometer nach dem Quellmoor nimmt der Eisenbornbach den Bühlauer Graben auf, wenige hundert Meter später den Spiegelbach. Nach einem dreiviertel Kilometer durchfließt der Eisenbornbach die vier Oberen Fischmannsteiche.
In ihren gefällearmen Oberläufen fließen Eisenborn- wie auch Gutebornbach in Mulden- oder Sohletälern, abschnittsweise sind wertvolle Strukturen aus Totholz und Schwemmgutansammlungen anzutreffen. Die Breite, Tiefe und das Fließverhalten variieren insbesondere im Oberlauf, nur in niederschlagsreichen Zeiten führt das gesamte Bett des Eisenbornbachs Wasser. Die feinmaterialreichen, vorwiegend aus Sanden bestehenden Bachbetten wandeln sich erst durch die stärkere Neigung zum Elbtal hin zu Kerbtälern. Mit dem Eintritt in die flache Heidesandterrasse am Heiderand bildet der inzwischen vereinigte Bach wieder Muldensohlentäler aus.
Nachdem der Bach die am Heiderand entlangführende Bautzner Straße (Bundesstraße 6) unterquert, tritt er westlich der Brockhausstraße in den Brockhausgarten ein. Nach etwa 350 Metern verlässt er diesen in unmittelbarer Nähe zum Wasserwerk Saloppe durch eine Maueröffnung. Der dortige Abfluss erfolgt unterirdisch verrohrt zur Elbe.

## Schutzgebiete
Am Oberlauf des Eisenbornbachs liegt das 1,7 Hektar große Naturdenkmal Nr. 1 Buchen-Altholz am Eisenbornbach, das neben einer naturnahen Waldgesellschaft mit hohem Altbuchenanteil auch das letzte Vorkommen der Hohltaube (Columba oenas) in der Dresdner Heide aufweist.
Des Weiteren liegt das Einzugsgebiet überwiegend in den Landschaftsschutzgebieten Dresdner Heide und Dresdner Elbwiesen und Elbarme. Die Mündung befindet sich im weiträumigen FFH-Gebiet Elbtal zwischen Schöna und Mühlberg.
Mehrere Bauwerke entlang des Bachlaufs, unter anderem die Bogenbrücken des Moritzburg-Pillnitzer Wegs über Eisenborn- und Gutebornbach und das Wasserwerk Saloppe, sind als Kulturdenkmäler ausgewiesen.

## Belege
1. 1 2 3 4 5 6 7 8 9 10 11  Landeshauptstadt Dresden, Der Oberbürgermeister, Umweltamt (Hrsg.): Gewässersteckbrief Eisenbornbach. (online [PDF; 2,8 MB] Stand: 1. März 2012).
2. ↑  Robert Nessig: Studien über den Dresdner Haidesand. In: Sitzungsberichte und Abhandlungen der Naturwissenschaftlichen Gesellschaft Isis in Dresden. Dresden 1897, S. 27–32.
3. ↑  Schutzgebiete nach Naturschutzgesetz. (PDF; 331 kB) In: Umweltatlas 06/2014. Umweltamt der Landeshauptstadt Dresden, S. 4, abgerufen am 11. August 2016.